# Армяно-французские отношения
Армяно-французские отношения — двусторонние дипломатические отношения между Арменией и Францией.

## История
24 февраля 1992 года были установлены дипломатические отношения между странами. В 1998 году была принята резолюция Национального собрания Франции, в которой говорилось, что страна признаёт геноцид армян 1915 года, что вызвало решительный протест Турции. В 2006 году был объявлен год Армении во Франции. 2 октября 2009 года Виген Читечян был назначен чрезвычайным и полномочным послом Армении во Франции. 5 ноября 2010 года Анри Рейно, чрезвычайный и полномочный посол Французской Республики в Армении, вручил свои верительные грамоты президенту Армении Сержу Саргсяну. 1 декабря 2011 года Вардан Сирмакс был назначен генеральным консулом Армении в Марселе.
7 января 2015 года министр иностранных дел Армении Эдвард Налбандян выпустил пресс-релиз о стрельбе в редакции Charlie Hebdo, в котором говорилось: «Мы решительно осуждаем террористический акт, совершённый в офисе журнала Charlie Hebdo в Париже» и добавил, что «такие ужасные действия экстремистов не имеют никакого оправдания и ещё раз доказывают необходимость более широкой солидарности в борьбе международного сообщества с терроризмом». Правительство Армении также выразило свои «соболезнования и поддержку народу, властям дружественной Франции, редакции журнала Charlie Hebdo и родственникам погибших».
Хотя в Армении очень небольшое количество франкоязычного населения, в результате её исторических связей с Францией — эта страна была выбрана для проведения саммита государств Франкофонии в 2018 году. Французский язык преподаётся во Французском университете в Армении.

## Армяне во Франции
Количество проживающих армян во Франции насчитывает в настоящее время от 250 000 до 750 000 человек, остаются близкими к своему культурному происхождению, хотя и в то же время интегрированы во Францию и внесли большой вклад во франкоязычную культуру.

## Дипломатические представительства
- Армения содержит посольство в Париже[9].
- Франция имеет посольство в Ереване[10].